# Huťský mlýn (Malá Strana)
Huťský mlýn (Dolní, Všehrdský, Zbrojnický) je vodní mlýn v Praze na Malé Straně, který stojí na levém břehu Čertovky. Spolu s domem Na mlejnku a dvorním objektem je chráněn jako nemovitá kulturní památka České republiky.

## Historie
Vodní mlýn ve 13. století patřil i s přilehlými parcelami klášteru v Chotěšově. Roku 1293 jej koupil vyšehradský probošt Jan, od kterého se dostal do majetku malostranských dominikánek. V roce 1420 byl husity vypálen a poté jej do vlastnictví získali Staroměstští. Mlýn střídal majitele, například počátkem 16. století jej vlastnil Viktorín Kornel, úředník zemských desek.
K roku 1624 byl v majetku Malostranské obce, která jej po bělohorské bitvě nuceně vyměnila za pivovar s Pavlem Michnou z Vacínova. Michna pak připojil mlýn ke svému domu v sousedství a ten poté sloužil jako obydlí mlynáře. Před rokem 1779 prošel nákladnou přestavbou a při ní vznikly některé vnitřní dělicí zdi. V roce 1786 bylo upraveno také mlýnské zařízení včetně vodního kola.
Počátkem 19. století bylo ve mlýně ukončeno mletí a budova již nadále sloužila pro bydlení a jako sklad. Vyhořel v letech 1905 a 1947 a po opravě podle plánu z roku 1953 připadl Institutu tělesné výchovy a sportu. Dům i kolo s přístřeškem se dostalo do špatného technického stavu a hrozilo zhroucení s možností vylomení části obvodového zdiva. Dům se dočkal opravy roku 1994, vodní kolo o rok později.
Budova patří společnosti VM, spol.s r.o. zatímco pozemek pod budovou vlastní Městská část Praha 1. V budově je umístěna Mlýnská kavárna (zvaná také Mlejn).

## Popis
Mlýn má mlýnici, která je součástí dispozice domu. V roce 1855 měl dvě mlecí složení a jednu stoupu. Voda k mlýnu vedla náhonem přes stavidlo.
Patrový čtyřosý dům krytý zvalbenou střechou stojí na čtvercovém půdorysu. Jeho okna a vchod jsou orámovány jednoduchými šambránami. Patra jsou od sebe oddělena plochou kordonovou římsou, která je nad druhou okenní osou přerušena oválným medailonem. Dvoutraktová stavba má dvouramenné schodiště do patra, jednotraktové dvorní křídlo je třípodlažní, s fasádou z roku 1895.